# Soko G-2 Galeb
Soko G-2 Galeb je dvoumístný cvičný a lehký útočný letoun. Letouny byly vyráběny v továrně SOKO v Mostaru v Jugoslávii a používány v jugoslávském letectvu až do jeho zániku v roce 1991.

## Specifikace (G2-A)

Nákres typu G-2

### Technické údaje
- Osádka: 2
- Rozpětí: 11,62 m
- Délka: 10,34 m
- Výška: 3,28 m
- Nosná plocha: 19,43 m²
- Maximální vzletová hmotnost: 4 300 kg
- Pohonná jednotka:1 × DMB (licencovaný Rolls-Royce/Bristol Siddeley) Viper ASV.11 Mk 22-6
  - Tah: 11,12 kN

### Výkony
- Maximální rychlost: 812 km/h
- Dostup: 12 000 m
- Stoupavost: 22,8 m / s
- Dolet: 1240 km

### Výzbroj
- 2 kulomety ráže 12,7 mm
- 4 externí nosiče (na pumy, rakety) s celkovou kapacitou 300 kg